# Baldus (periodico)
Baldus è stata una rivista letteraria, pubblicata tra il 1990 e il 1996, che si è occupata soprattutto di poesia. Venne fondata da Mariano Baino, Biagio Cepollaro e Lello Voce. Nella prima parte della vita della rivista il suo lavoro si è anche intrecciato a quello del Gruppo 93 pubblicando i testi degli autori, gli atti dei convegni e i dibattiti. Nella seconda parte della vita della rivista, ai fondatori si è aggiunto un gruppo redazionale composto da Massimo Castoldi, Francesco Forlani, Andrea Inglese, Antonio Paghi, Gianpaolo Renello, Massimo Rizzante e Gian Mario Villalta.